# Shtikë
Shtikë – wieś położona w południowo-wschodniej części Albanii w gminie Mollas. Wieś znajduje się 125 kilometrów od stolicy państwa, Tirany.

## Ludzie urodzeni w Shtikë
- Thoma Kacori, albański pisarz